# Spaghettisierung

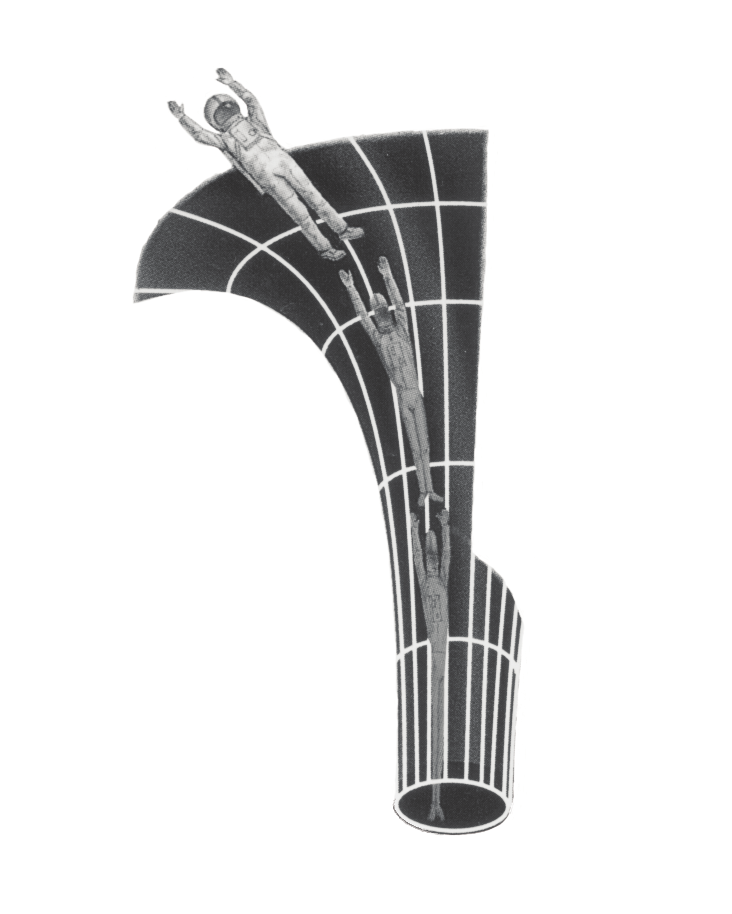
Ein Astronaut fällt in ein Schwarzes Loch (schematische Illustration des Spaghetti-Effekts)

Schematische Animation zur Erläuterung des Effekts – „Angenommen, vier Objekte fallen auf einen massereichen Planeten. – Jedes Objekt folgt einer leicht unterschiedlichen Bahn. – Nun hat sich das Karo leicht in die Länge gezogen.“ Die vier Objekte können als Teile eines einzigen, größeren Objekts interpretiert werden.

Als Spaghettisierung (alternativ Spaghettifizierung oder Spaghetti-Effekt) wird bildlich die Verformung eines Objekts bezeichnet, das in ausreichende Nähe zu einem Schwarzen Loch gerät.
Schwarze Löcher sind so massereich, dass die von ihnen ausgehende Gravitation Objekte nicht nur einfängt, sondern durch Gezeitenkräfte auch verformt: Da die Anziehungskraft mit abnehmendem Abstand zunimmt, wirken auf der dem Schwarzen Loch zugewandten Seite des Objekts stärkere Kräfte als auf der abgewandten Seite. Dadurch wird das Objekt in die Länge gezogen. Gleichzeitig kommt es zu einer Stauchung des Objekts in tangentialer Richtung, da die an den verschiedenen Teilen des Objekts angreifenden Anziehungskräfte auf den gleichen Massenmittelpunkt gerichtet sind. (Beide Effekte treten nicht nur in der Nähe Schwarzer Löcher, sondern in schwächerer Form auch in der Nähe anderer Himmelskörper auf, siehe nebenstehende Abbildung.) Dieser Effekt verstärkt sich, wenn sich das Objekt dem Schwarzen Loch weiter nähert, und kann schließlich zum Auseinanderreißen des Objekts führen.
Der Begriff ist auf die Form von Spaghetti zurückzuführen. Er wurde 1988 von Stephen Hawking in seinem Buch A Brief History of Time (deutsch: Eine kurze Geschichte der Zeit) geprägt.
Ab Mitte 2013 war dieser Vorgang für rund ein Jahr an der Gaswolke G2 zu beobachten, die von dem supermassereichen Schwarzen Loch Sagittarius A* angezogen wurde und beinahe auseinandergerissen worden wäre.
Im Dezember 2016 wurde berichtet, dass die Anfang 2016 beobachtete extrem helle Sternenexplosion ASASSN-15lh vermutlich nicht durch eine Supernova, sondern durch eine solche Spaghettisierung eines Sterns niedriger Masse durch ein sehr massereiches, sich sehr schnell drehendes Schwarzes Loch verursacht worden sein könnte.
Am 12. Oktober 2020 wurde in den „Monthly Notices of the Royal Astronomical Society“ über die Beobachtung eines „tidal disruption event“ (frei übersetzt „Gezeiten-Zerreißung“) berichtet. In einer 215 Millionen Lichtjahre entfernten Galaxie wurde ein Stern mit sonnenähnlicher Masse durch das zentrale supermassive Schwarze Loch zerrissen.